# Blanche Lincoln

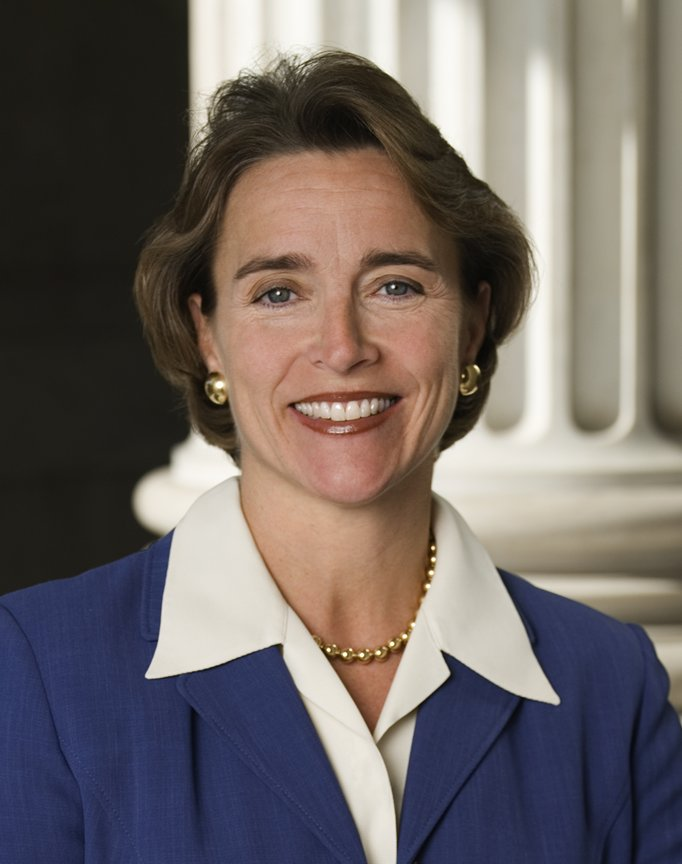
Blanche Lincoln

Blanche Lambert Lincoln (* 30. September 1960 in Helena, Arkansas; gebürtig Blanche Lambert) ist eine US-amerikanische Politikerin (Demokratische Partei). Von 1999 bis 2011 vertrat sie den Bundesstaat Arkansas im US-Senat.

## Leben
Blanche Lambert besuchte öffentliche Schulen in Arkansas und studierte am Randolph-Macon Woman’s College in Lynchburg (Virginia); ihr wurde dort 1982 der akademische Grad Bachelor of Arts verliehen. Anschließend besuchte sie die Law School der University of Arkansas. Nach ihrer Heirat mit Steve Lincoln nahm sie dessen Nachnamen an. Das Ehepaar hat zwei Söhne (Zwillinge). Blanche Lincoln gehört der Episkopalkirche an. Ihre Schwester ist die Filmregisseurin Mary Lambert.

## Politische Laufbahn
Von 1982 bis 1984 arbeitete sie als Assistentin für den Kongressabgeordneten Bill Alexander aus Arkansas, den sie bei den Vorwahlen der Demokraten für die Kongresswahlen 1992 in seinem Wahlbezirk erfolgreich herausforderte. Bei den anschließenden Kongresswahlen wurde sie in das US-Repräsentantenhaus gewählt und zwei Jahre später bestätigt. Wegen ihrer Schwangerschaft verzichtete sie bei der nächsten Wahl 1996 auf eine erneute Kandidatur, wurde aber 1998 in den US-Senat gewählt. Bei ihrer ersten Wahl war sie mit 38 Jahren die bisher jüngste Frau, die in den Senat gewählt wurde. Am 9. September 2009 übernahm sie als erste Frau in der Senatsgeschichte den Vorsitz im Landwirtschaftsausschuss.
Blanche Lincoln gilt als eher konservative Demokratin. Sie musste sich in den demokratischen Vorwahlen 2010 der Herausforderung des demokratischen Vizegouverneurs von Arkansas, Bill Halter, stellen und konnte die Vorwahlen nur äußerst knapp in einer Stichwahl für sich entscheiden.
Bei den Senatswahlen am 2. November 2010 unterlag sie ihrem republikanischen Herausforderer, dem bisherigen Kongressabgeordneten John Boozman, deutlich. Am 3. Januar 2011 löste dieser sie im Senat ab.